# رينيه إدوارد دو فيلييه دو تيراج
رينيه إدوارد دو ڤيلييه دو تيراچ (بالفرنسية: Réné Édouard de Villiers du Terrage)‏ ويعرف اختصاراً باسم ديڤيليه (بالفرنسية: Devilliers)‏ (26 إبريل 1780 - 19 إبريل 1855) مهندس فرنسي من مهندسي الحملة الفرنسية على مصر قدم إلى الإسكندرية في الرابع من يوليو عام 1798 والتي أوفد منها إلى رشيد مع مجموعة من زملائه حديثي التخرج وبقي بها عدة أشهر قبل أن يتم إيفاده مجدداً إلى القاهرة.
غادر القاهرة متجهاً إلى الصعيد عام 1799 كأحد أفراد فريق هندسي ضم مهندسي تعدين ومهندسي طرق لدراسة المنطقة الواقعة جنوب الشلال الأول لنهر النيل وتدوين الملاحظات فيما يخص النشاط التجاري والزراعي ونظام الري بالمنطقة على على دراسة التاريخ الطبيعي ووصف الآثار الموجودة هناك، وخلال هذه الدراسة لاحظ لأول مرة وجود الوادي الغربي بوادي الملوك ومن ثم تمكن من تحديد موقع مقبرة أمنحتب الثالث بمساعدة زميله المهندس چان باپتيست پروسپير چولواه والذي كان عضواً في الفريق نفسه.
وقد ساهم ديڤيليه في كتابة العمل الموسوعي الضخم الخاص بالحملة الفرنسية والمعروف باسم وصف مصر.